# Макгенри, Патрик
Патрик Тимоти Мак-Генри (род. 22 октября 1975 года) — американский политик, член Республиканской партии. С 3 по 25 октября 2023 года исполнял обязанности спикера палаты представителей США после отстранения Кевина Маккарти.

## Молодость
Макгенри родился в городке Гастония в Северной Каролине в семье бизнесмена.
МаГенри закончил Северо-Каролинский университет.
В 1998 году выиграл праймериз республиканской партии на выборы в Законодательное собрание Северной Каролины, но проиграл основные выборы. В 2002 году МакГенри выиграл выборы в законодательное собрание Северной Каролины.

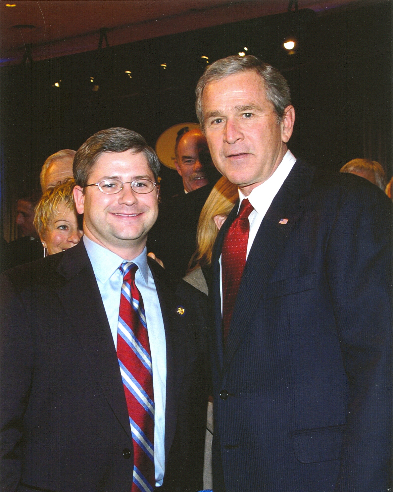
МакГенри с президентом Бушем в 2005 году

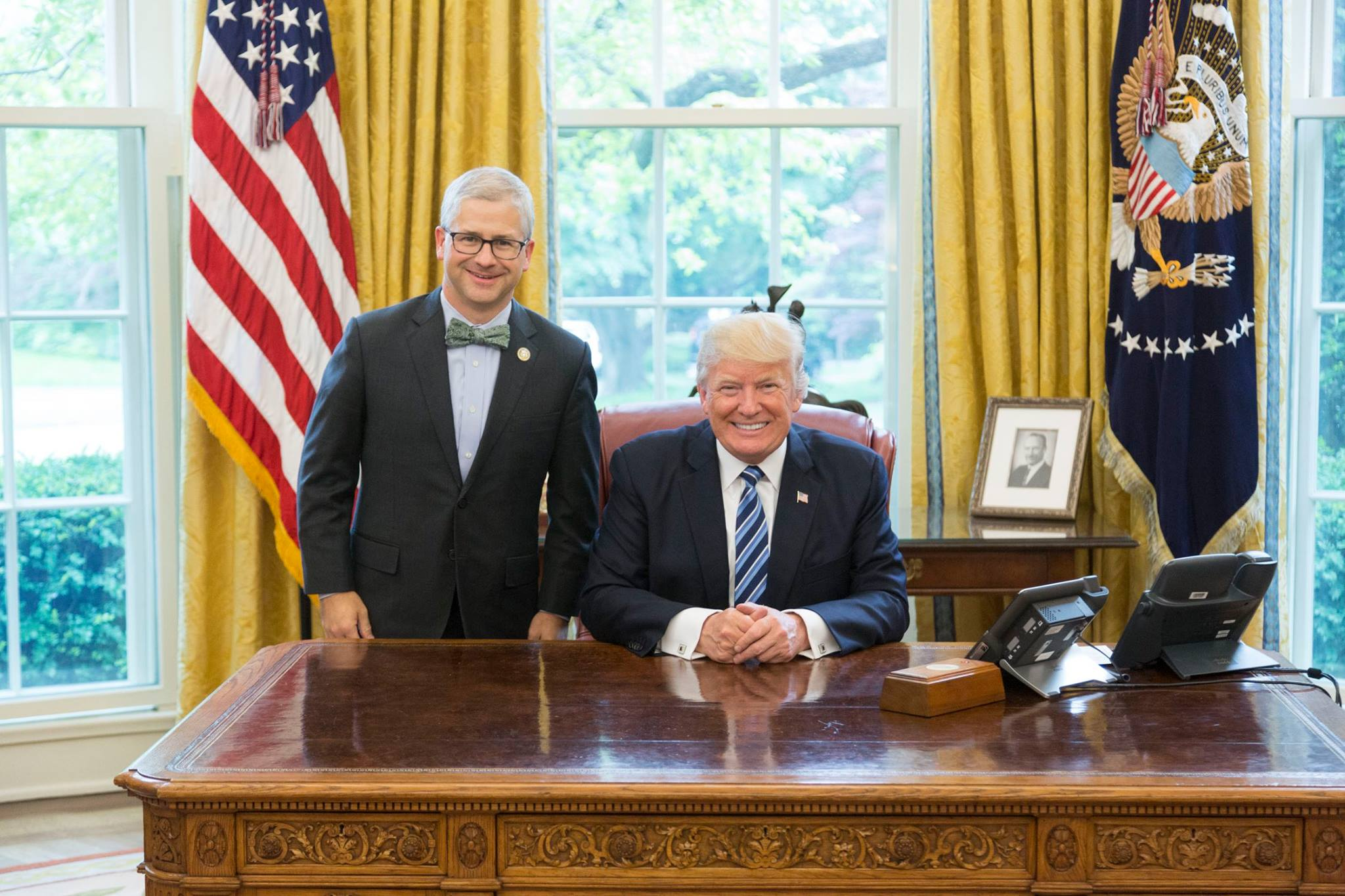
МакГенри с президентом Трампом в 2017 году

Проживал в городе Денвер в начале 2000-х годов.

## Палата представителей
С избранием в 2005 году членом палаты представителей он несколько лет до 2009 года был самым молодым членом палаты представителей.
Во время работы в палате представителей выезжал в Багдад в Зелёную зону.
Является сторонником криптовалют.
В мае 2023 года работал переговорщиком от республиканского большинства на переговорах между президентом и конгрессом по вопросу госдолга.

### Временный спикер
3 октября 2023 года Макгенри был назначен временным спикером Палаты представителей после отстранения Кевина Маккарти от должности спикера.
Патрик МакГенри был назначен временным спикером палаты представителей по закону вступившему в силу после атак 11 сентября 2001 года МакГенри объявил о намерении провести выборы спикера на внеочередном заседании 11 октября.